# Débora

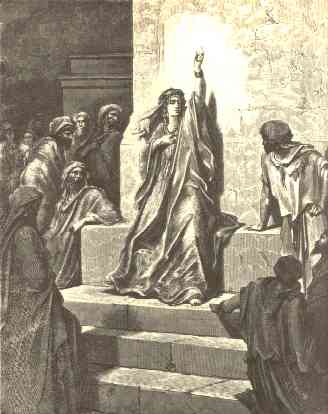
La profetisa Débora. Grabado de Gustave Doré (1866).

En la Biblia, Débora (en hebreo: דְּבוֹרָה‎) fue una profetisa y la cuarta persona que se desempeñó como juez de Israel antes de la monarquía (época del Tanaj y Antiguo Testamento). Débora fue la única jueza que tuvo la Nación de Israel en la Antigüedad.
La Iglesia católica conmemora su festividad el 21 de septiembre.

## Biografía
Su historia se cuenta dos veces en los capítulos IV y V del Libro de los Jueces. El primer relato está escrito en prosa y narra la victoria de las fuerzas de los israelitas dirigidas por el general Barac, a quien Débora mandó llamar para profetizar que lograría la victoria final sobre el general cananeo Sísara. Fue Yael, la esposa de Héber, un ceneo fabricante de tiendas, quien mató al caudillo enemigo, Sísara, clavándole una estaca de la tienda en la cabeza cuando dormía.
Jueces 5:1 narra la misma historia en verso, que probablemente fue escrita durante la segunda mitad del siglo XII a. C., poco tiempo después que hubieran sucedido los eventos que describe. De ser así, entonces este pasaje, llamado a menudo La canción de Débora, sería uno de los pasajes más antiguos de la Biblia, así como el ejemplo más antiguo conservado de poesía hebrea. También es importante porque es uno de los pasajes más antiguos, donde las mujeres no son ni víctima ni villano. El poema puede haber sido incluido en el Libro de las batallas de Dios mencionado en Números.
Se sabe poco de la vida personal de Débora. Al parecer estuvo casada con un hombre llamado Lapidot (‘antorchas’), pero este nombre no aparece fuera del Libro de los Jueces y podría significar simplemente que la propia Débora tenía un alma «ardiente». Fue una poetisa y dictaba sus sentencias bajo una palmera de Efraín. Algunos aluden a ella como la madre de Israel. Tras su victoria sobre Sísara y el ejército cananeo hubo paz en la región durante cuarenta años.
El profesor Markus Reiner del Instituto Tecnológico de Israel en Israel, dio su nombre a un número adimensional utilizado en reología, conocido como número de Deborah, gracias a una frase dicha por la profetisa en la Biblia: ("Las montañas fluyeron delante del Señor" del Libro de los Jueces, 5:5,  הָרִ֥ים נָזְל֖וּ מִפְּנֵ֣י יְהוָ֑ה hā-rîm nāzəlū  mippənê Yahweh).